# Talisia pinnata
Talisia pinnata là một loài thực vật có hoa trong họ Bồ hòn. Loài này được (Ruiz & Pav.) Radlk. miêu tả khoa học đầu tiên năm 1878.